# Andrés Oroz
Andrés Patricio Oroz Peñaloza (* 2. August 1980 in Santiago de Chile) ist ein ehemaliger chilenischer Fußballspieler auf der Position des Mittelfeldspielers.

## Karriere
Andrés Oroz debütierte 1998 beim CD Santiago Morning und spielte fünf Jahre beim Klub. Nach dem Abstieg des Vereins ging der Mittelfeldspieler zu CD Universidad de Concepción, wo er unter Fernando Díaz gute Leistungen brachte. Bei den Olympischen Spielen in Sydney stand Oroz als Reservespieler von Chiles Olympiakader zur Verfügung, wurde letztlich aber nicht benötigt.
2004 verpflichtete ihn der mexikanische Verein Club Puebla. 2005 kehrte er nach Chile zurück und unterschrieb bei CF Universidad de Chile. Noch im gleichen Jahr ging er zu Unión Española, wo er wieder auf Trainer Fernando Díaz traf. Oroz wechselte aber auch danach regelmäßig den Verein und lief noch für Deportes Antofagasta, die Rangers de Talca, den CD Palestino, für die er ausnahmsweise zwei Jahre spielte, Ñublense und den CD Cobreloa, den er nach einem Streit mit Trainer Nelson Acosta verließ, auf. Seine Karriere beendete Oroz bei Deportes Antofagasta 2013.